# Тернопольская швейная фабрика
Тернопольская швейная фабрика (укр. Тернопільська швейна фабрика) — предприятие швейной промышленности в Тернополе.

## История
Швейная фабрика в Тарнополе была открыта перед началом Великой Отечественной войны, но полностью разрушена в период немецкой оккупации города (30 июня 1941 — 15 апреля 1944) — также, как 85 % всех зданий города.

### 1945—1991
В 1945 году Тернопольская швейная фабрика была восстановлена. Хотя изначально количество работников составляло всего шесть человек, в дальнейшем оно было увеличено.
В 1961 году численность работников фабрики составляла 1040 человек.
В 1975 году на базе фабрики было создано Тернопольское производственное швейное объединение.
В целом, в советское время швейная фабрика входила в число ведущих предприятий города.

### После 1991
После провозглашения независимости Украины государственное предприятие было преобразовано в арендное предприятие, с 1994 года началось выполнение заказов для иностранных заказчиков.
В июле 1995 года Кабинет министров Украины утвердил решение о приватизации фабрики во втором полугодии 1995 года, после чего в 1996 году фабрика была реорганизована в открытое акционерное общество.
В дальнейшем, фабрика в основном работала на экспорт, выполняя заказы немецких фирм.
До 1999—2000 гг. фабрика получала крупные иностранные заказы, в дальнейшем они начали уменьшаться. Доля предприятия на рынке готовой одежды страны сократилась с 20 % до 7 % в результате снижения правительством Украины таможенных пошлин на ввоз готовой одежды и увеличением импорта в страну одежды и «секонд-хенда».
В 2005 году общая численность работников составляла менее 400 человек, а работа фабрики уже несколько лет носила сезонный характер (в период с мая по август предприятие производило осенне-зимнюю одежду, в октябре — феврале изготавливало весенне-летнюю). Специализацией фабрики являлось производство верхней мужской и женской одежды. К началу июня 2005 года руководство фабрики оценивало положение предприятия как сложное.
Начавшийся в 2008 году экономический кризис осложнил положение предприятия, началось сокращение работников.
В 2011 году предприятие уже не функционировало. 30 ноября 2011 года на втором этаже здания недействующей начался пожар, который был локализован и потушен.
В декабре 2015 года Фонд государственного имущества Украины выставил на продажу подвальные помещения здания бывшей фабрики и в августе 2016 года они были проданы на аукционе за 576 140 гривен.